# Rushford (Devon)
Rushford – przysiółek w Anglii, w hrabstwie Devon. Leży 22,1 km od miasta Plymouth, 49,8 km od miasta Exeter i 306,4 km od Londynu. Rushford jest wspomniane w Domesday Book (1086) jako Risford/Risfort.